# Let's Go Fly a Coot
Let's Go Fly a Coot é o vigésimo episódio da vigésima sexta temporada do seriado de animação de comédia de situação The Simpsons, sendo exibido originalmente na noite de 3 de Maio de 2015 pela Fox Broadcasting Company (FOX) nos Estados Unidos.

## Enredo
A prima holandesa de Milhouse, Annika, aparece para uma visita e Bart se sente atraído por ela, embora ela reclame constantemente da cultura americana e introduza Bart aos jogos holandeses e ao cigarro eletrônico, ao qual ele fica viciado. Marge surpreende Bart e Annika fumando, mas tanto Bart como Homer a lembram que os cigarros eletrônicos são legais em seu estado. Quando Bart descobre que Annika está indo ao aeroporto para voltar para casa, o Vovô Simpson revela que era apaixonado por uma garçonete do restaurante próximo à base aérea em que serviu, mas não tinha coragem suficiente para atrair sua atenção. Ele então deixou seu trabalho de manutenção e pegou um voo supersônico que quase o matou, mas conquistou a garçonete - que era Mona, a mãe de Homer. 
Terminada sua história, o Vovô aconselha Bart a ter cuidado ao fazer um grande gesto para conquistar uma garota pois pode não durar, especialmente se ele estiver fingindo ser alguém que não é. Bart corre desesperadamente para o aeroporto para que ele possa falar com Annika antes que ela vá. Annika zomba de seu típico "gesto americano", mas Bart responde dizendo-lhe que na verdade não gosta dela porque ela não faz nada além de reclamar e só é simpática com as pessoas quando quer algo delas.
Durante os créditos, Annika pragueja em holandês algumas expressões que se traduzem aproximadamente em: "Você pode me morder, dar um salto voador, não me agrada desperdiçar mais palavras sobre você. Vou para casa agora. Até a próxima".

## Recepção
Dennis Perkins, do The A.V. Club, deu ao episódio uma classificação C-. De acordo com o instituto de medição de audiências Nielsen Ratings, o episódio foi visto em sua exibição original por 3,12 milhões de telespectadores e recebeu uma quota de 1,3 na demográfica de idades 18-49. O show foi o mais visto da FOX naquela noite.